# کارکس هودی
کارکس هودی (نام علمی: Carex hoodii) نام یک گونه از سرده جگن است.